# ميل هاوس
ميل هاوس (بالإنجليزية: Mel House)‏ هو مخرج أمريكي، ولد في 27 ديسمبر 1976 في هيوستن في الولايات المتحدة.

## وصلات خارجية
- ميل هاوس على موقع IMDb (الإنجليزية)
- ميل هاوس على موقع ألو سيني (الفرنسية)
- ميل هاوس على موقع أول موفي (الإنجليزية)
- ميل هاوس على موقع قاعدة بيانات الفيلم (الإنجليزية)
- ميل هاوس على موقع كينوبويسك (الروسية)